# Alejandro Morellón

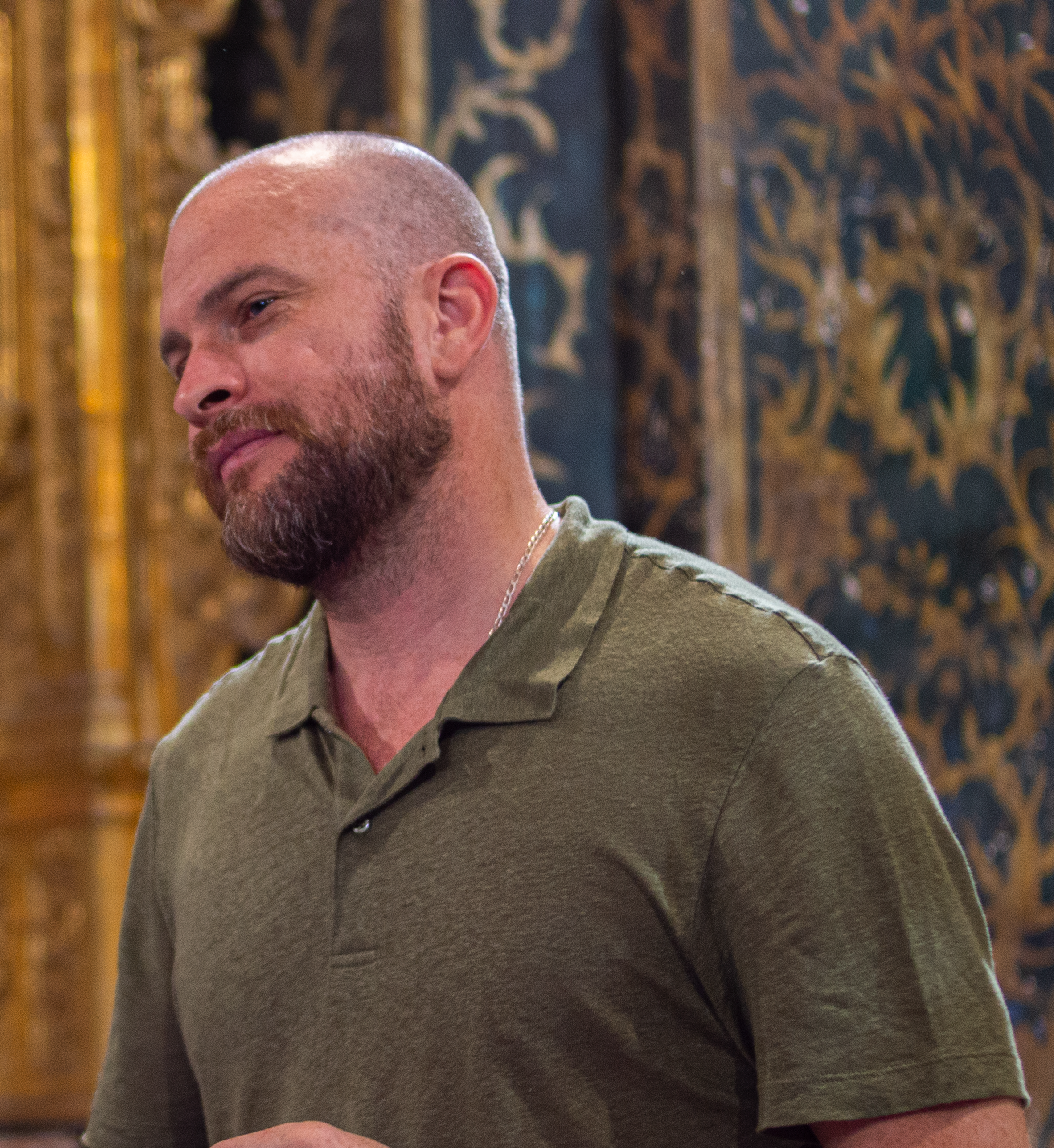

Alejandro Morellón es un escritor español. Nació en Madrid en 1985, aunque pocos años después se mudó con su familia a Palma de Mallorca, ciudad en la que creció y recibió su educación. Actualmente vive en Madrid.

## Trayectoria
Es autor de los libros de relatos La noche en que caemos (Eolas, 2013), El estado natural de las cosas (Caballo de Troya, 2016), y El peor escenario posible (Fulgencio Pimentel, 2022), de la novela Caballo sea la noche (Candaya, 2019) y del poemario Un dios extranjero (Editorial Gollarín, 2022).
Ha recibido las becas de creación Fundación Antonio Gala para Jóvenes Creadores (Córdoba, 2010) y la Citè Internationale des Arts (París, 2016), y ha sido seleccionado para participar en «10 de 30», que recoge a escritores españoles de entre 30 y 40 años, por la AECID, y también para el programa europeo CELA (Connecting Emerging Literary Artists), en el que participa como escritor.
En 2021 fue seleccionado por la revista internacional Granta como uno de los 25 mejores escritores jóvenes en español del mundo.

## Premios y reconocimientos
- Premio Libro de Cuentos de la Fundación Monteleón por su libro de relatos La noche en que caemos (2013).[2]
- Finalista del Premio Nadal por su obra He aquí un caballo blanco (2015).[3]
- Premio Hispanoamericano de Cuento Gabriel García Márquez por su obra El estado natural de las cosas, (2017).[4]
- Premio Internacional de Poesía Mística San Juan de la Cruz por su poemario Un dios extranjero. (2021).
- Premio Ignacio Aldecoa en su 50 edición con el libro de relatos El peor escenario posible (2022).
- Premio Euskadi de literatura en castellano por El peor escenario posible (2023) [5]
- Premio Setenil por El peor escenario posible (2023) [6]

| Predecesor: Fernando Navarro | Premio Setenil 2023 | Sucesor: Antonio Tocornal |

## Obras
- La noche que caemos. León: Eolas Ediciones, 2013.
- El estado natural de las cosas. Barcelona: Caballo de Troya, 2016/Candaya, 2021.
- Caballo sea la noche. Barcelona: Candaya, 2019.
- Un dios extranjero. Caravaca de la Cruz: Editorial Gollarín, 2022.
- El peor escenario posible. Logroño: Fulgencio Pimentel, 2022.